# Madona e Menino Jesus com os Santos Lucas e Catarina de Alexandria (Ticiano)
A Madona e o Menino Jesus com os Santos Lucas e Catarina de Alexandria, também conhecida simplesmente como Sacra conversazione é uma pintura do mestre renascentista italiano Ticiano. É uma de suas várias versões da imagem canônica da Virgem Maria e do Menino Jesus.
Executada a óleo sobre tela, foi pintada por volta de 1560, no auge da carreira de Ticiano. Em 2011, a pintura alcançou o maior preço de leilão de todos os tempos para uma das obras de Ticiano, com US$ 16,9 milhões. A pintura foi vendida por Gerlinda Kisters, que a herdou de seu marido, Heinz Kisters, que morreu em 1977.